# Gloeospermum diversipetalum
Gloeospermum diversipetalum là một loài thực vật có hoa trong họ Hoa tím. Loài này được L.O.Williams mô tả khoa học đầu tiên năm 1955.